# Happy Tiger Records
Happy Tiger Records — американский звукозаписывающий лейбл, принадлежит авиагрузовой компании Flying Tiger Line.
Лейбл существовал с 1969 по 1971 год. За период этого времени лейбл выпустил большое количество альбомов Count Basie, Mason Proffit, Red Rhodes, Priscilla Paris, Paul Kelly и Anita Kerr Singers. Они выпустили два альбома post-Van Morrison Them.

## История
Офисы Happy Tiger располагались по адресу 1801 Avenue of the Stars в Сенчури-Сити, Лос-Анджелес, Калифорния. В его состав входили инженер и продюсер Рэй Рафф, ранее работавший на ABC-Paramount Records. За время своего недолгого существования Happy Tiger выпустил двадцать семь альбомов и множество синглов, все они распространялись на Era Records. Лейбл также выпустил восемь альбомов старых песен под совместным лейблом Happy Tiger / Era, включая работы Фила Боуга, Дорси Бернетта и некоторые ранние записи Beach Boys. Они также записали синглы таких опытных исполнителей, как Кей Старр, Роберта Шервуд и Джоани Соммерс. К концу октября 1971 года национальный промо-руководитель Happy Tiger, Дэйв Чеклер ушел, чтобы присоединиться к звукозаписывающему лейблу Рэя Раффа в качестве вице-президента и человека, отвечающего за продвижение товаров. Последним альбомом Happy Tiger в 1971 году стал альбом Мэйсона Проффита. Последним синглом лейбла в 1972 году стал Ричард Берри, исполнивший песню "Луи Луи", которую он написал и прославившую Kingsmen в 1963 году. После закрытия Happy Tiger Warner Records Records переиздали «Stealin» Пола Келли «во имя Господа» в 1972 году под названием «Dirt». Уорнер также переиздал два альбома Mason Proffit в 1974 году как двойной LP, Come and Gone.

## Известные артисты
- Граф Бэйси
- Ричард Берри
- Донни Брукс
- Гиб Гильбо[7]
- Пол Келли
- Анита Керр Певцы
- Бейкер Найт[6]
- Присцилла Пэрис
- Кит Грин[8]
- Дэн Пенн[9]
- Мейсон Проффит
- Красный Родос
- Роберт Шервуд
- Джоани Соммерс
- Кей Старр
- Them

## Дискография
| Год  | Артист                     | Название                                 | Номер    | Чарт                  | Место |
| 1969 | Бадди Бон                  | Places                                   | HTR-1001 |                       |       |
| 1969 | Присцилла Пэрис            | Priscilla Loves Billy                    | HTR-1002 |                       |       |
| 1969 | Red Rhodes and The Detours | Red Rhodes Live at the Palamino          | HTR-1003 |                       |       |
| 1969 | Them                       | Them                                     | HTR-1004 |                       |       |
| 1969 | Дэн Терри                  | Lonely Place                             | HTR-1005 |                       |       |
| 1970 | The Kimberlys              | Kimberlys                                | HTR-1006 |                       |       |
| 1970 | Каунт Бэйси                | Basie on the Beatles                     | HTR-1007 |                       |       |
| 1970 | Ecology                    | Environment/Evolution/Ecology            | HTR-1008 |                       |       |
| 1970 | Mason Proffit              | Wanted                                   | HTR-1009 |                       |       |
| 1970 | Aorta                      | Aorta 2                                  | HTR-1010 |                       |       |
| 1971 | Hal Rugg                   | Hal Rugg Steels the Hits of Loretta Lynn | HTR-1011 |                       |       |
| 1971 | Them                       | Them in Reality                          | HTR-1012 |                       |       |
| 1971 | The Kimberlys              | New Horizon                              | HTR-1014 |                       |       |
| 1971 | Paul Kelly                 | Stealin' in the Name of the Lord         | HTR-1015 | Billboard Pop Singles | 49    |
| 1971 | Anita Kerr Singers         | A Tribute to Simon and Garfunkel         | HTR-1016 |                       |       |
| 1971 | Various                    | Early Chicago, Volume 1                  | HTR-1017 |                       |       |
| 1971 | Buffalo Nickel Jug Band    | Buffalo Nickel Jug Band                  | HTR-1018 |                       |       |
| 1971 | Mason Proffit              | Movin' Toward Happiness                  | HTR-1019 | Billboard Pop Albums  | 177   |